# Calamotropha fulvifusalis
Calamotropha fulvifusalis là một loài bướm đêm trong họ Crambidae.